# Esker
Pour l’article homonyme, voir Esker (entreprise).

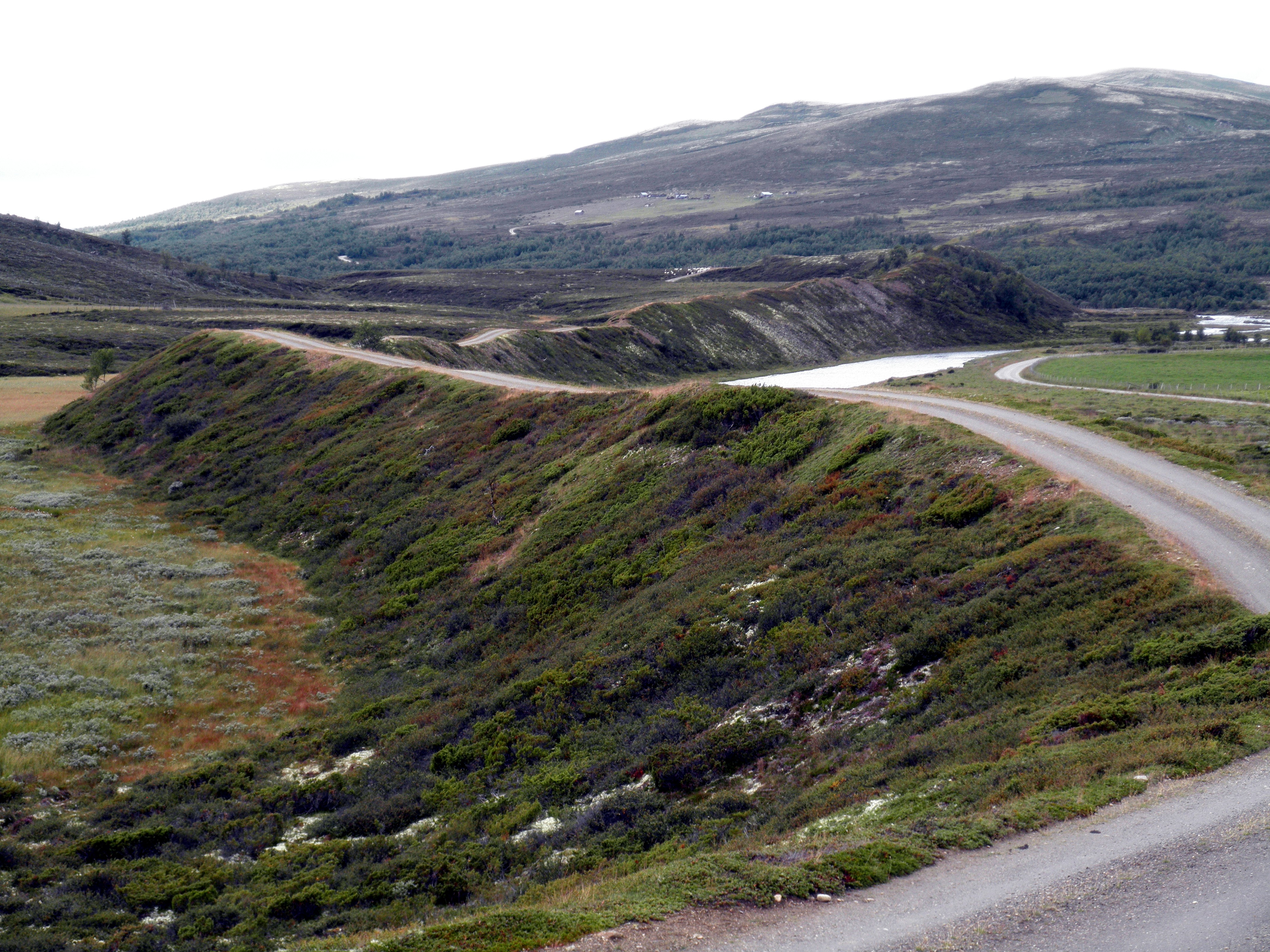
L'esker d'Einunndalen en Norvège.

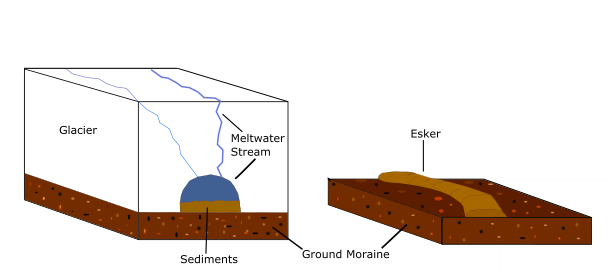
Formation d'un esker : à gauche le tunnel formé sous le glacier par de l'eau fondue ; elle dépose du sédiment lors de son passage. À droite, le glacier se retirant laisse apparaître cette couche sédimentaire : l'esker s'est formé.

Un esker (de l'irlandais : eiscir), ou ôs ou un ås (prononciation : /os/ en suédois) est une formation fluvio-glaciaire se présentant sous la forme d'une crête de dépôts fluvio-glaciaires, allongée, rectiligne ou sinueuse, pouvant atteindre plusieurs kilomètres de longueur pour les plus grandes, et de quelques mètres de hauteur. En finnois, le terme correspondant est harju.
Le terme est dérivé du mot irlandais eiscir (gaëlique : escir), qui signifie « rive ou élévation », surtout quand elle sépare deux plaines ou deux dépressions géologiques. En Irlande, l'Esker Riada sillonne sur presque la totalité de la largeur du pays, de Dublin à Galway soit une distance de 200 km. La route suit plus ou moins son tracé.

## Formation
Les eskers se forment dans des tunnels sous des glaciers. Lorsque le glacier se retire d'une vallée, des matériaux (pierres de diverses tailles granoclassées, stratifiées) se déposent dans les tunnels situés à la base du glacier et empruntés par des rivières sous-glaciaires.

Une fois le glacier fondu, le « moulage » obtenu des tunnels reste en formant des eskers.

Les différentes formations glaciaires.

## Répartition
Les eskers sont peu courants dans les Alpes mais sont fréquents dans les plaines autrefois recouvertes de calottes glaciaires d'ampleur continentale, comme en Scandinavie, en Finlande ou au Canada. Des eskers actifs ont été découverts sous un glacier antarctique, en amont de la plateforme du roi Baudouin,.
La mission Mars Odyssey de la NASA a repéré plusieurs eskers sur la planète Mars grâce à son spectro-imageur THEMIS.

## Eskers notables

### Europe
En Suède, l'Uppsalaåsen (ås signifie esker en suédois) s'étire sur 250 km et passe à travers la ville d'Uppsala. Le Badelundaåsen parcourt plus de 300 km de Nyköping au lac Siljan. 

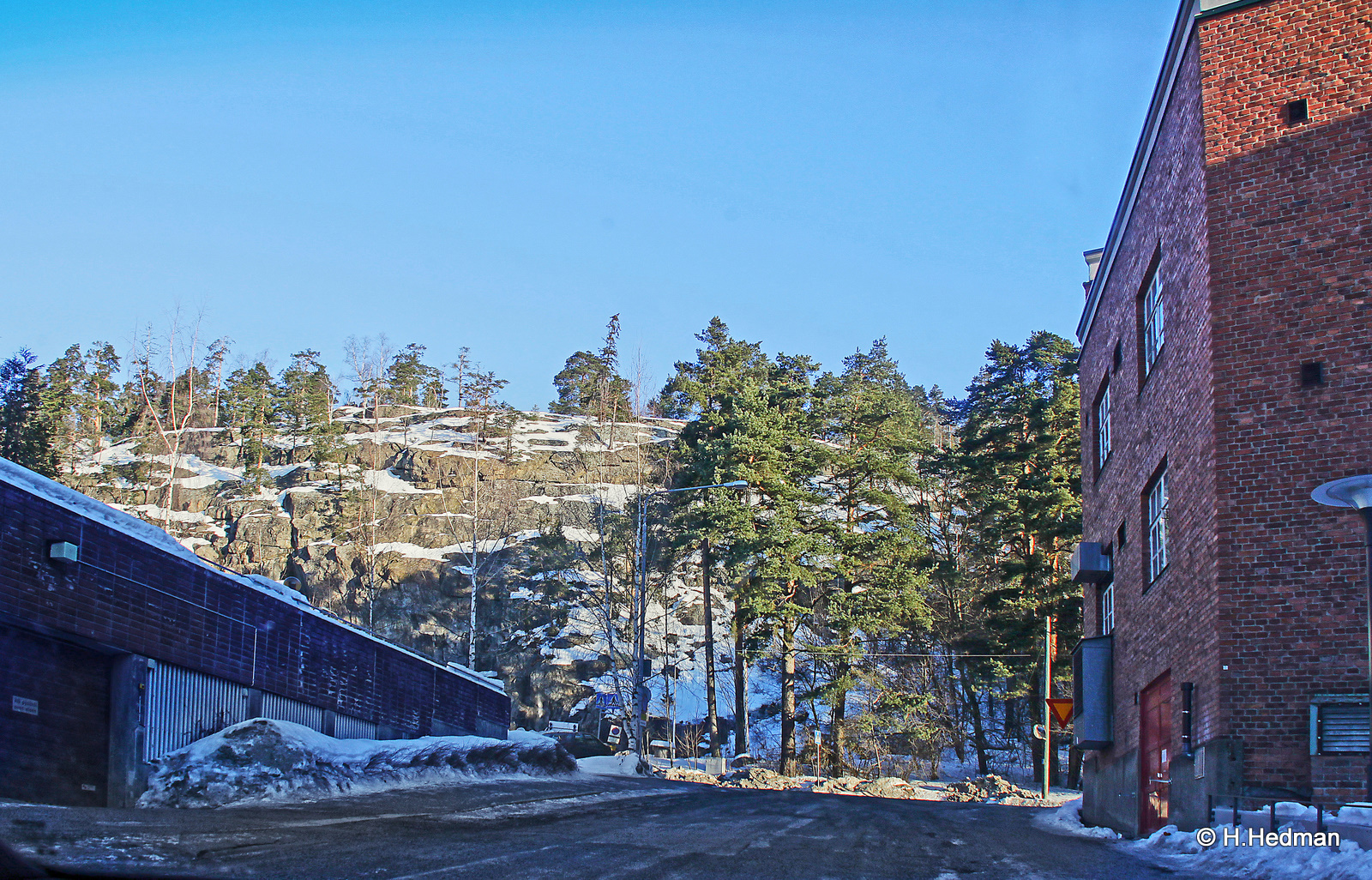
Pyynikin harju edessä - panoramio.

Le quartier de Pispala dans l'agglomération de la ville de Tampere en Finlande est bâtie sur l'esker de Pispala entre deux lacs creusés par les glaciers. Dans la région se dresse l'esker de Pyynikki de 160 m de haut. Un site similaire se trouve dans la région des lacs avec la ville de Punkaharju.

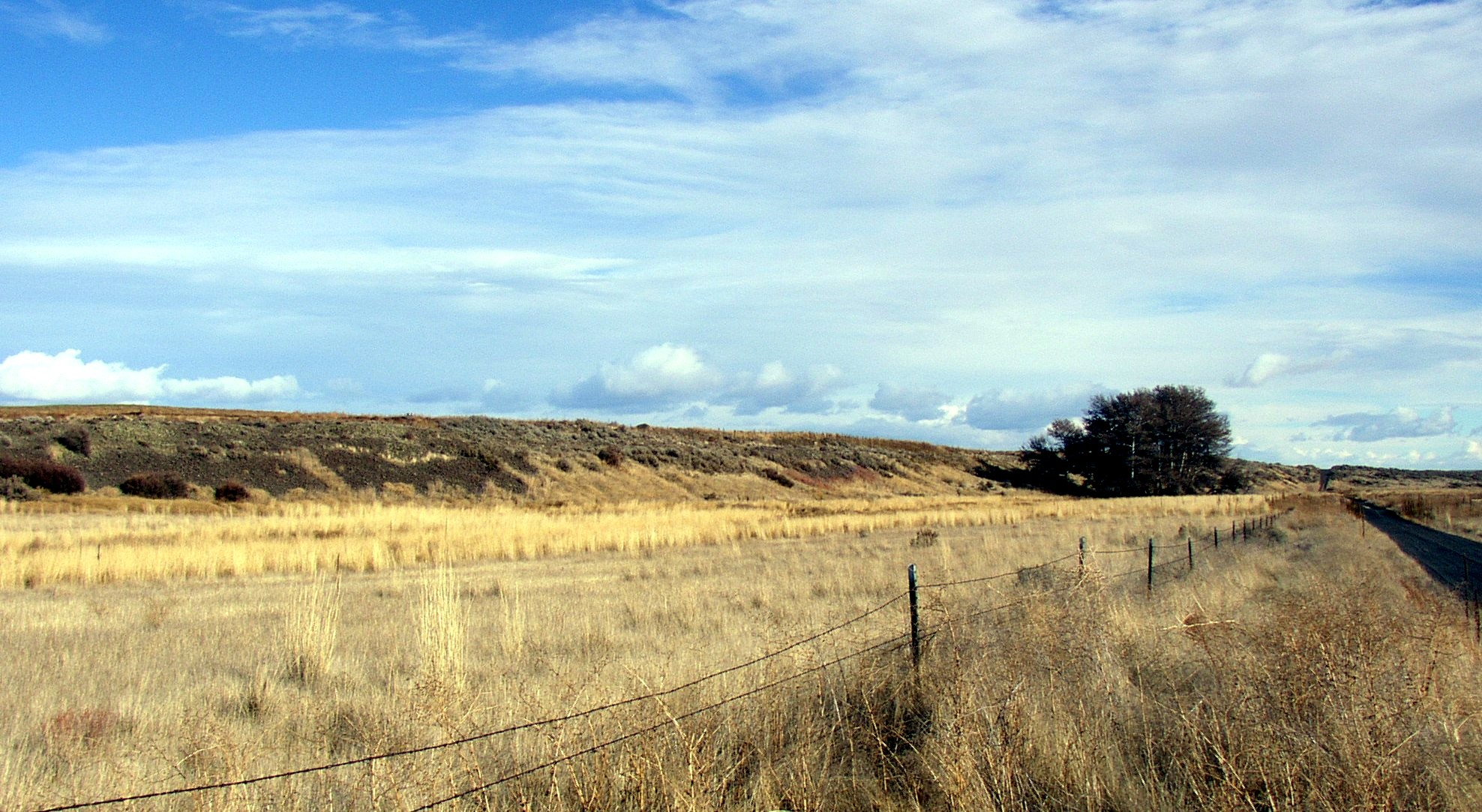
Esker dans l'État de Washington, États-Unis.

En Écosse, le village de Kemnay dans l'Aberdeenshire possède un esker de 5 km appelé Kemb Hills. Dans le Berwickshire au Sud-est, il y a Bedshiel Kaims, un exemple de 3 km de long et haut de 15 m, héritage d'un fleuve de glace dans la vallée du Tweed.

### Amérique du Nord
Le parc du Great Esker suit la rivière Back River à Weymouth, au Massachusetts et accueille le plus haut esker d'Amérique du Nord : 27,5 m.
Il y a plus de 1 000 eskers dans le Michigan, principalement dans le centre et le sud de la péninsule inférieure. Le plus long fait 35 km, l'Esker de Mason, entre DeWitt, passant par Lansing et Holt, finissant près de Mason. 
Les eskers de l'État du Maine forment un système de 160 km de long.
L'esker de la rivière Thelon au Canada court sur 800 km et forme en partie la limite administrative entre les Territoires du Nord-Ouest et le Nunavut.
Uvayuq ou Mont Pelly, dans le Parc territorial Ovayok, dans le Kitikmeot, Nunavut est un esker.
Les routes sont parfois construites le long d'un esker ou dessus pour en baisser le coût, comme l'autoroute Denali Highway en Alaska, la route Transtaïga au Québec, et le segment "Airline" de la route 9 du Maine entre Bangor et Calais. Il y a de nombreux eskers longs dans le parc d'État Adirondack, dans le nord de l'État de New York. Dans les pays nordiques aussi, les routes et les chemins de fer s'appuient souvent sur les eskers ou harjus.